# Пёс Макграфф

Пёс Макграфф

Пёс Макграфф (англ. McGruff the Crime Dog) — антропоморфный бладхаунд, созданный Saatchi & Saatchi с помощью Рекламного совета для Национального совета по предотвращению преступности, чтобы американская полиция использовала его для просвещения детей о преступности. Он появился в июле 1980 года и был создан Джоном Янгом. Лозунг Макграффа «Уменьши преступность на чуть-чуть» был создан Джоном М. Келли, ставшим на многие годы его голосом. Спустя 2 года, было проведено соревнование, целью которого стал выбор имени для персонажа. Среди вариантов были: «Sherlock Bones», «J. Edgar Dog», «Sarg-dog», и «Keystone Kop Dog». Победивший вариант — Пёс Макграфф, был придуман новоорлеанским полицейским. В некоторых рекламах, он появляется со своим племянником «Загривком» (англ. Scruff).
Макграфф обращается к детям с помощью коммерческих радиопередач, песен и буклетов от Национального совета по предотвращению преступности, говоря о наркотиках, задирах, безопасности и важности обучения в школе. Недавно он появился в коммерческих радиопередачах, говоря о такой проблеме, как кража личности. Персонаж часто пользуется своим фирменым девизом: «„Откуси“ от преступности!». Он также общается с детьми персонально, используя куклы и костюмы, носимые полицейскими по всей стране.
В США существуют около 700 домов Макграффа. Они имеют его эмблему, указывающую, что это безопасное убежище для детей, чувствующих себя в опасности. Первый дом Макграффа был открыт в Юте в 1982 году.
В 2005 году была запущена новая кампания по борьбе с воровством в честь 25-летия пса Макграффа.

## В культуре
В 1984 г. Почтовая служба США выпустила посвящённую персонажу почтовую марку номинальной ценностью в 20 центов.